# Chengde Polled
La Chengde Polled es una raza de cabras originaria de la provincia Hebei, en el norte de China. Se utiliza para producción de carne y lana de cachemira.